# Elizabethtown (Kentucky)
Elizabethtown település az Amerikai Egyesült Államok Kentucky államában. Hardin megyében, melynek megyeszékhelye is. Lakosainak száma 31 394 fő (2020. április 1.).

## Népesség
A település népességének változása:

| 2010 | 28 531 |
| 2020 | 31 394 |